# TACAM R-2
TACAM R-2 (рум. Tun Anticar pe Afet Mobil — самоходное противотанковое орудие) — румынский истребитель танков, построенный и использовавшийся в ходе Второй мировой войны. Данное самоходное орудие было на шасси лёгкого танка R-2 с установкой на его базе трофейной советской дивизионной пушки ЗИС-3, калибра 76,2 мм. Орудие устанавливалось в трёхгранной открытой бронированной рубке, прикрывающей само орудие и экипаж. Было построено 20 самоходок в 1944 году, но до наших дней уцелела только одна. Применялось во время обороны Будапешта, в ходе освобождения Чехословакии советско-румынскими войсками.